# Sân bay Đại Lý
Sân bay Đại Lý là một sân bay ở châu tự trị Đại Lý, tỉnh Vân Nam, Cộng hòa Nhân dân Trung Hoa (IATA: DLU, ICAO: ZPDL). Sân bay này đạt cấp 4 C theo ICAO, đường cất hạ cánh dài 2600 m, có thể đóng Boeing 737 cất hạ cánh. Diện tích nhà ga 4.200 m², diện tích sân 19.550 m², có 4 chỗ đỗ máy bay. Hiện có 4 hãng hàng không đang hoạt động tại đây với 4 điếm kết nối.

## Các hãng hàng không và các điểm đến
- China Eastern Airlines: Côn Minh
- China Southern Airlines: Côn Minh, Quảng Châu
- Lucky Air: Côn Minh, Tây Song Bản Nạp
- China West Air: Trùng Khánh